# Võ Lê Quế Anh
Võ Lê Quế Anh (sinh ngày 16 tháng 3 năm 2001) là Hoa hậu và người mẫu người Việt Nam, cô giành chiến thắng tại cuộc thi Hoa hậu Hòa bình Việt Nam 2024. Cô là đại diện Việt Nam tại cuộc thi Hoa hậu Hòa bình Quốc tế 2024 và đã giành chiến thắng với ngôi vị cao nhất.

## Tiểu sử
Võ Lê Quế Anh sinh năm 2001, quê ở Quảng Nam. Bố của Quế Anh là viện trưởng viện kiểm sát, còn mẹ của cô là hiệu trưởng trường cấp hai. Cô từng là sinh viên ngành Ngôn ngữ và Văn hóa Hàn Quốc tại Đại học Huế và hiện đã tốt nghiệp. Quế Anh đã tham gia nhiều cuộc thi sắc đẹp, từng trở thành Á khôi Đại học Huế 2020, vào Top 40 thí sinh tham gia vòng bán kết Hoa hậu Việt Nam 2020 và đạt Á hậu 1 Hoa hậu Du lịch Đà Nẵng 2022.

## Sự nghiệp

### Hoa hậu Hòa bình Việt Nam 2024
Tối ngày 3 tháng 8 năm 2024, cô đăng quang Hoa hậu Hòa bình Việt Nam mặc dù phần trả lời ứng xử của cô ngập ngừng, vấp váp. Dù đã trải qua nhiều cuộc thi như đã nếu trên ở Tiểu sử nhưng câu trả lời của Quế Anh được cho là vòng vo, không đúng trọng tâm nên không xứng với danh hiệu được nhận. Bà Phạm Thị Kim Dung, trưởng ban tổ chức Hoa hậu Hòa bình Việt Nam cho rằng Quế Anh có nhiều ưu điểm về ngoại hình và trình độ học vấn và xứng đáng trở thành Hoa hậu. Kết quả cuộc thi đã gây ra nhiều ý kiến trái chiều, có những người ủng hộ những nỗ lực của Quế Anh. Tuy nhiên, nhiều người hâm mộ đã bày tỏ sự bất bình vì cho rằng tân Hoa hậu có câu trả lời ứng xử chưa tốt, trong khi đó các Á hậu đều có câu trả lời ứng xử hoàn chỉnh hơn. Trên các trang mạng xã hội, nhiều người thể hiện sự bất bình với kết quả của cuộc thi. Bài chúc mừng tân hoa hậu Quế Anh trên trang Facebook "Miss Grand Vietnam" đã nhận hơn 12.000 lượt thả cảm xúc phẫn nộ. Tác giả Bảo Anh từ Đài Phát thanh - Truyền hình Hà Nội đã nhận xét Hoa hậu Hòa bình Việt Nam 2024 là cuộc thi sắc đẹp có nhiều bê bối nhất nhất từ đầu năm 2024 đến thời điểm đó.

### Hoa hậu Hòa bình Quốc tế 2024
Quế Anh tham gia Hoa hậu Hòa bình Quốc tế tại Thái Lan vào tháng 10 năm 2024.
Quế Anh đăng quang Hoa hậu Hoà bình Quốc tế tại Việt Nam vào tháng 11 năm 2024

## Tranh cãi
Sau cuộc thi Hoa hậu Hòa bình Việt Nam 2024, một số trang Facebook có lượng theo dõi lớn như Tifosi, Đơn vị Tác Chiến Điện Tử Comrade Commissar đã phản đối hoa hậu Quế Anh và bà Phạm Thị Kim Dung vì cho rằng Quế Anh là họ hàng của vợ chồng bà Phạm Thị Kim Dung và ông Hoàng Nhật Nam và các nhân vật này có liên quan, ủng hộ Việt Nam Cộng hòa. Sau vụ việc Quế Anh đã khóa Facebook cá nhân. Trong ngày 5 tháng 8, bà Phạm Kim Dung đăng bài trên Facebook cho rằng tấm hình áo dài màu vàng có họa tiết màu đỏ thuộc bộ sưu tập áo dài của thương hiệu thời trang Việt Joven Fashion, cáo buộc một nhóm người có động cơ xấu đã dùng hình ảnh này để điều hướng dư luận và mong khán giả có cái nhìn công tâm; còn đạo diễn Nhật Nam (chồng bà Dung) đăng hai bài viết trên Facebook cá nhân để giải thích rằng Quế Anh không phải cháu ruột của ông và khẳng định ông và gia đình không liên quan tới Việt Nam Cộng hòa.